# Tuntenhausen
Tuntenhausen est une commune de Bavière (Allemagne), située dans l'arrondissement de Rosenheim, dans le district de Haute-Bavière.

## Composition administrative

### Municipalité
La municipalité est officiellement composée de 57 entités:
| - Antersberg - Aubenhausen - Bach - Berg - Beyharting - Biberg - Bichl - Bichl - Bolkam - Brettschleipfen - Dettendorf - Eggarten - Eisenbartling - Emling - Fischbach | - Fuchsholz - Großrain - Guperding - Haus - Höglhaus - Hohenthann - Holzbichl - Hopfen - Hörmating - Innerthann - Jakobsberg - Karlsried - Knogl - Kronbichl - Lampferding | - Mailling - Maxlrain - Moosmühle - Mühlholz - Neureith - Nordhof - Oberrain - Oed - Ostermünchen - Pangraz - Schlafthal - Schmidhausen - Schönau - Schwaig - Schweizerberg | - Schweizerting - Seisrain - Sindlhausen - Söhl - Stetten - Thal - Tuntenhausen - Unterrain - Voglried - Weiching - Weng |

### Communes limitrophes
- Aßling
- Bad Aibling
- Baiern
- Bruckmühl
- Emmering
- Großkarolinenfeld
- Glonn
- Rott am Inn

## Histoire

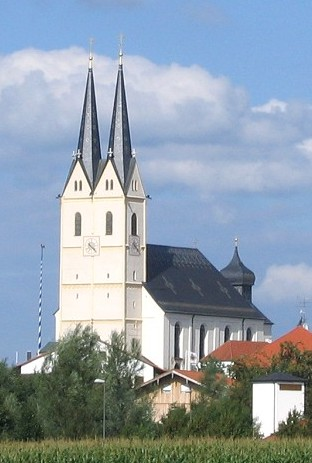
Église de pèlerinage de Tuntenhausen.

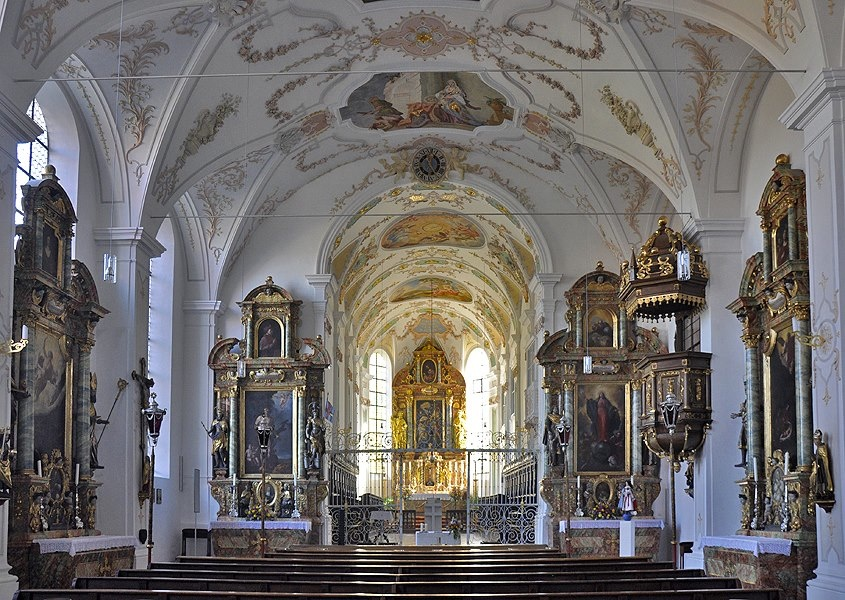
Intérieur de l'église du monastère de Beyharting.

Le nom fait référence à un habitant nommé Tunti ou Tunto, dont le nom est documenté depuis environ 770 et qui a donné au lieu le nom Tuntenhausen avec différentes orthographes dès le XIIIe siècle. Le suffixe -hausen désigne une résidence fortifiée ou un château-fort.
Tuntenhausen est un lieu de pèlerinage marial depuis 1441, année du premier miracle documenté. Depuis, Tuntenhausen est le but de pèlerins de toutes les parties de la Bavière du Sud et du Tyrol. Les paroisses de Tuntenhausen et Schönau ont été incorporées aux Chanoines Augustins du monastère de Beyharting (de) au milieu du XIIIe siècle. Le monastère avait certains privilèges. Administrativement et juridiquement, le lieu dépendait de Rosenheim, Bad Aibling et de Markt Schwaben. Après la sécularisation en Bavière de 1803, diverses communes ont été créées. Elles ont été regroupées en main 1978 durant la réforme communale

## Monuments remarquables
- Château de Maxlrain.
- Église de pèlerinage de Tuntenhausen (de).
- Monastère de Beyharting et son église[3].